# Église réformée argovienne
 (septembre 2016).
Si vous disposez d'ouvrages ou d'articles de référence ou si vous connaissez des sites web de qualité traitant du thème abordé ici, merci de compléter l'article en donnant les références utiles à sa vérifiabilité et en les liant à la section « Notes et références ».
L'Église réformée argovienne (appelée en allemand : Refomierte Landeskirche Aargau) est l'organisation regroupant les chrétiens de tradition réformée du canton d'Argovie, en Suisse. Membre de la Fédération des Églises protestantes de Suisse (FEPS), l'église cantonale est reconnue comme Institution de droit public, au même titre que son homologue catholique en Argovie, l'Église catholique romaine en Argovie (Römisch-katholische Kirche im Aargau).
En 1990, l'église abroge la possibilité d'être ordonné pasteur sans avoir suivi des études complètes de théologie.

## Organisation territoriale

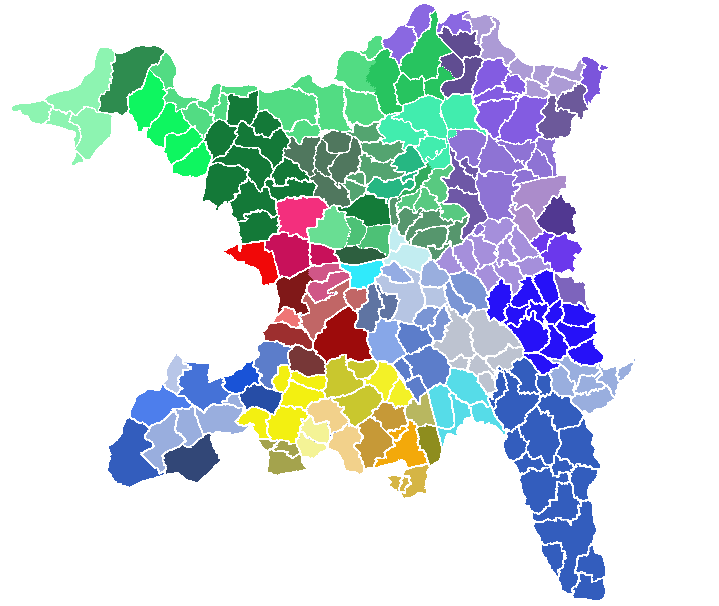
Les 6 décanats et les 75 paroisses

L'Église est divisé en 6 décanats, eux-mêmes partagés en plusieurs paroisses. Chaque paroisse est dotée d'un conseil paroissial (Kirchenpflege).
Les décanats (Dekanat) sont 
- Dekanat Aarau (rouge)
- Dekanat Baden (violet)
- Dekanat Brugg (vert)
- Dekanat Kulm (jaune)
- Dekanat Lenzburg (bleu - au Sud Ouest)
- Dekanat Zofingen (bleu - au Sud Est)

## Organisation administrative
L'Église est régie par un conseil synodal (Kirchenrat) et un synode (assemblée législative). En 2013, le président du conseil synodal est Christoph Weber-Berg.